# 아베 다다아키

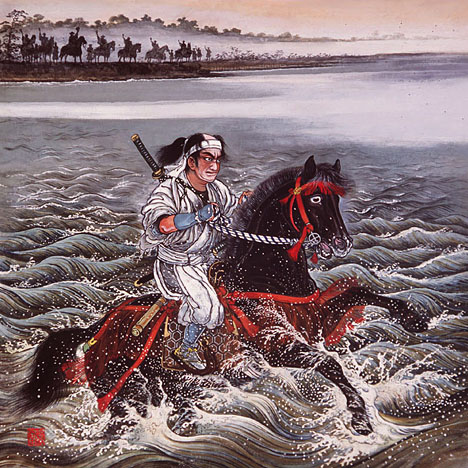
아베 다다아키

아베 다다아키(일본어: 阿部忠秋)는 에도 시대 전기의 다이묘로서 시모쓰케 미부 번주, 무사시 오시 번 초대 번주를 맡았다. 쇼군 도쿠가와 이에미쓰·이에쓰나 2대에 결쳐 노중(노중수좌) 임무를 수행하였다. 노중 아베 시게쓰구에게는 사촌동생에 해당한다. 다다아키계 아베가(忠秋系阿部家) 시조.
| 전임 히네노 요시아키 | 미부번 번주 (아베가) 1635년 ~ 1639년 | 후임 미우라 마사쓰구 |

| 전임 마쓰다이라 노부쓰나 | 제1대 오시번 번주 (아베가) 1639년 ~ 1671년 | 후임 아베 마사요시 |

| 전임 사카이 다다키요 | 노중수좌 1666년 ~ 1671년 | 후임 이나바 마사노리 |